# Вінтерленд
Вінтерленд (англ. Winterland) — містечко в Канаді, у провінції Ньюфаундленд і Лабрадор.

## Населення
За даними перепису 2016 року, містечко нараховувало 390 осіб, показавши зростання на 7,4%, порівняно з 2011-м роком. Середня густина населення становила 7,2 осіб/км².
З офіційних мов обидвома одночасно володіли 15 жителів, тільки англійською — 380. Усього 5 осіб вважали рідною мовою не одну з офіційних.
Працездатне населення становило 60,8% усього населення, рівень безробіття — 18,8% (20% серед чоловіків та 13,6% серед жінок). 91,7% осіб були найманими працівниками, а 8,3% — самозайнятими.
Середній дохід на особу становив $54 172 (медіана $35 584), при цьому для чоловіків — $78 472, а для жінок $30 872 (медіани — $59 392 та $24 960 відповідно).
17,5% мешканців мали закінчену шкільну освіту, не мали закінченої шкільної освіти — 18,8%, 62,5% мали післяшкільну освіту, з яких 26% мали диплом бакалавра, або вищий.
| Статево-вікова структура населення | Статево-вікова структура населення | Статево-вікова структура населення | Статево-вікова структура населення | Статево-вікова структура населення |
| ---------------------------------- | ---------------------------------- | ---------------------------------- | ---------------------------------- | ---------------------------------- |
|                                    |                                    |                                    |                                    |                                    |
| Всього                             | Всього                             | 48,7%51,3%                         |                                    |                                    |
| 0 — 14 років                       | 0 — 14 років                       |                                    | 14,1%                              | 14,1%                              |
| 15 — 64 років                      | 15 — 64 років                      |                                    | 70,5%                              | 70,5%                              |
| 65 і більше                        | 65 і більше                        |                                    | 15,4%                              | 15,4%                              |
| 85 і більше                        | 85 і більше                        |                                    | 2,6%                               | 2,6%                               |
| Середній вік (років)               | Середній вік (років)               | 44,042,2                           | 43,1                               | 43,1                               |
| Медіана (років)                    | Медіана (років)                    | 47,545,4                           | 46,3                               | 46,3                               |
| — чоловіки — жінки                 |                                    |                                    |                                    |                                    |

| Походження мешканців:     | Походження мешканців:     | Походження мешканців: | Походження мешканців: | Походження мешканців: |
| ------------------------- | ------------------------- | --------------------- | --------------------- | --------------------- |
| Походження                |                           |                       | осіб                  | %                     |
| Корінні американці        | Корінні американці        |                       | 10                    | 2.25%                 |
| Інше північноамериканське | Інше північноамериканське |                       | 310                   | 69.66%                |
| Європейське               | Європейське               |                       | 160                   | 35.96%                |
| британське                | британське                |                       | 150                   | 33.71%                |
| українське                | українське                |                       | 10                    | 2.25%                 |

| Зайнятість населення за галузями (за класифікацією NOC): | Зайнятість населення за галузями (за класифікацією NOC): | Зайнятість населення за галузями (за класифікацією NOC): | Зайнятість населення за галузями (за класифікацією NOC): | Зайнятість населення за галузями (за класифікацією NOC): |
| -------------------------------------------------------- | -------------------------------------------------------- | -------------------------------------------------------- | -------------------------------------------------------- | -------------------------------------------------------- |
|                                                          |                                                          |                                                          |                                                          |                                                          |
| Управління                                               | Управління                                               |                                                          | 6,3%                                                     | 6,3%                                                     |
| Бізнес, фінанси та адміністрування                       | Бізнес, фінанси та адміністрування                       |                                                          | 10,4%                                                    | 10,4%                                                    |
| Природничі та прикладні науки                            | Природничі та прикладні науки                            |                                                          | 8,3%                                                     | 8,3%                                                     |
| Охорона здоров'я                                         | Охорона здоров'я                                         |                                                          | 4,2%                                                     | 4,2%                                                     |
| Освіта, правозахист, муніципальні та урядові служби      | Освіта, правозахист, муніципальні та урядові служби      |                                                          | 16,7%                                                    | 16,7%                                                    |
| Роздрібна торгівля та послуги                            | Роздрібна торгівля та послуги                            |                                                          | 22,9%                                                    | 22,9%                                                    |
| Гуртова торгівля, транспорт та обладнання                | Гуртова торгівля, транспорт та обладнання                |                                                          | 25%                                                      | 25%                                                      |
| Природні ресурси, сільське господарство                  | Природні ресурси, сільське господарство                  |                                                          | 4,2%                                                     | 4,2%                                                     |
| Виробництво                                              | Виробництво                                              |                                                          | 4,2%                                                     | 4,2%                                                     |

## Клімат
Середня річна температура становить 5,5°C, середня максимальна – 19,1°C, а середня мінімальна – -10,1°C. Середня річна кількість опадів – 1 473 мм.
| Клімат поселення                              | Клімат поселення | Клімат поселення | Клімат поселення | Клімат поселення | Клімат поселення | Клімат поселення | Клімат поселення | Клімат поселення | Клімат поселення | Клімат поселення | Клімат поселення | Клімат поселення | Клімат поселення |
| Показник                                      | Січ.             | Лют.             | Бер.             | Квіт.            | Трав.            | Черв.            | Лип.             | Серп.            | Вер.             | Жовт.            | Лист.            | Груд.            |                  |
| Середній максимум, °C                         | 0,84             | 0,38             | 3,29             | 8,03             | 12,62            | 17,07            | 18,83            | 19,06            | 16,11            | 11,23            | 6,80             | 2,17             |                  |
| Середня температура, °C                       | −4,39            | −4,86            | −1,96            | 2,79             | 7,37             | 11,84            | 15,56            | 15,79            | 12,86            | 7,97             | 3,51             | −1,08            |                  |
| Середній мінімум, °C                          | −9,64            | −10,1            | −7,19            | −2,45            | 2,14             | 6,60             | 12,29            | 12,52            | 9,58             | 4,69             | 0,25             | −4,36            |                  |
| Норма опадів, мм                              | 129              | 125              | 118              | 117              | 111              | 107              | 98               | 95               | 147              | 152              | 141              | 133              |                  |
| Середньомісячна швидкість вітру, м/с          | 8.64             | 7.91             | 7.36             | 6.41             | 5.42             | 4.86             | 4.64             | 4.84             | 5.56             | 6.54             | 7.54             | 8.24             |                  |
| Середньомісячна сонячна радіація, кДж/м²·день | 3836             | 6580             | 10755            | 14251            | 17753            | 19315            | 18792            | 16171            | 12357            | 7527             | 4283             | 3063             |                  |
| --------------------------------------------- | ---------------- | ---------------- | ---------------- | ---------------- | ---------------- | ---------------- | ---------------- | ---------------- | ---------------- | ---------------- | ---------------- | ---------------- | ---------------- |
| Джерело:                                      |                  |                  |                  |                  |                  |                  |                  |                  |                  |                  |                  |                  |                  |